# Ann Kathrin Linsenhoff
Ann Kathrin Linsenhoff (ur. 1 sierpnia 1960 w Düsseldorfie) – niemiecka jeźdźczyni sportowa. Złota medalistka olimpijska z Seulu.
Reprezentowała RFN. Jest córką Liselott Linsenhoff, wielokrotnej medalistki olimpijskiej. Jak matka specjalizowała się w ujeżdżeniu. Igrzyska w 1988 były jej jedyną olimpiadą. Triumfowała w drużynie, partnerowali jej Reiner Klimke, Monica Theodorescu oraz Nicole Uphoff. Indywidualnie zajęła ósme miejsce. Startowała na koniu Courage 10. Zdobywała tytuły mistrza świata i Europy, stawała na podium mistrzostw kraju.